# Испанско врабче
Испанското врабче (Passer hispaniolensis) е дребна птица от семейство Врабчови (Passeridae). По външен вид и поведение много подобна на Домашното врабче, с което бива бъркано от неопитните наблюдатели. За разлика от него черното петно на гърдите е много по-голямо (поради което бива наричано понякога и „черногърдо врабче“) и няма овална форма, а външните му краища се спускат по-надолу от средната част. Дължина на тялото: 15 см. Горната част на главата е с ръждив цвят, за разлика от сивия при домашното врабче. Женските са практически неразличими при тези два вида. Понякога се смята, че така нареченото италианско врабче не е подвид или раса на домашното, а хибрид между тези два вида.

## Размножаване
Гнездото има типичната за врабчетата форма на топка с отвор отстрани. То е добре оплетено и застлано с пух. Гнезди често и в дупки, но в сравнение с домашното врабче по-често прави и гнездо сред клони на дървета или друго открито място. Обитава горски насаждения по брегове на езера, блата и реки, паркове. Образува и шумни гнездови колонии. Брачната песен е силно „чиу-чуит-чуит"